# Kaiserkreuz (Kleinenglis)

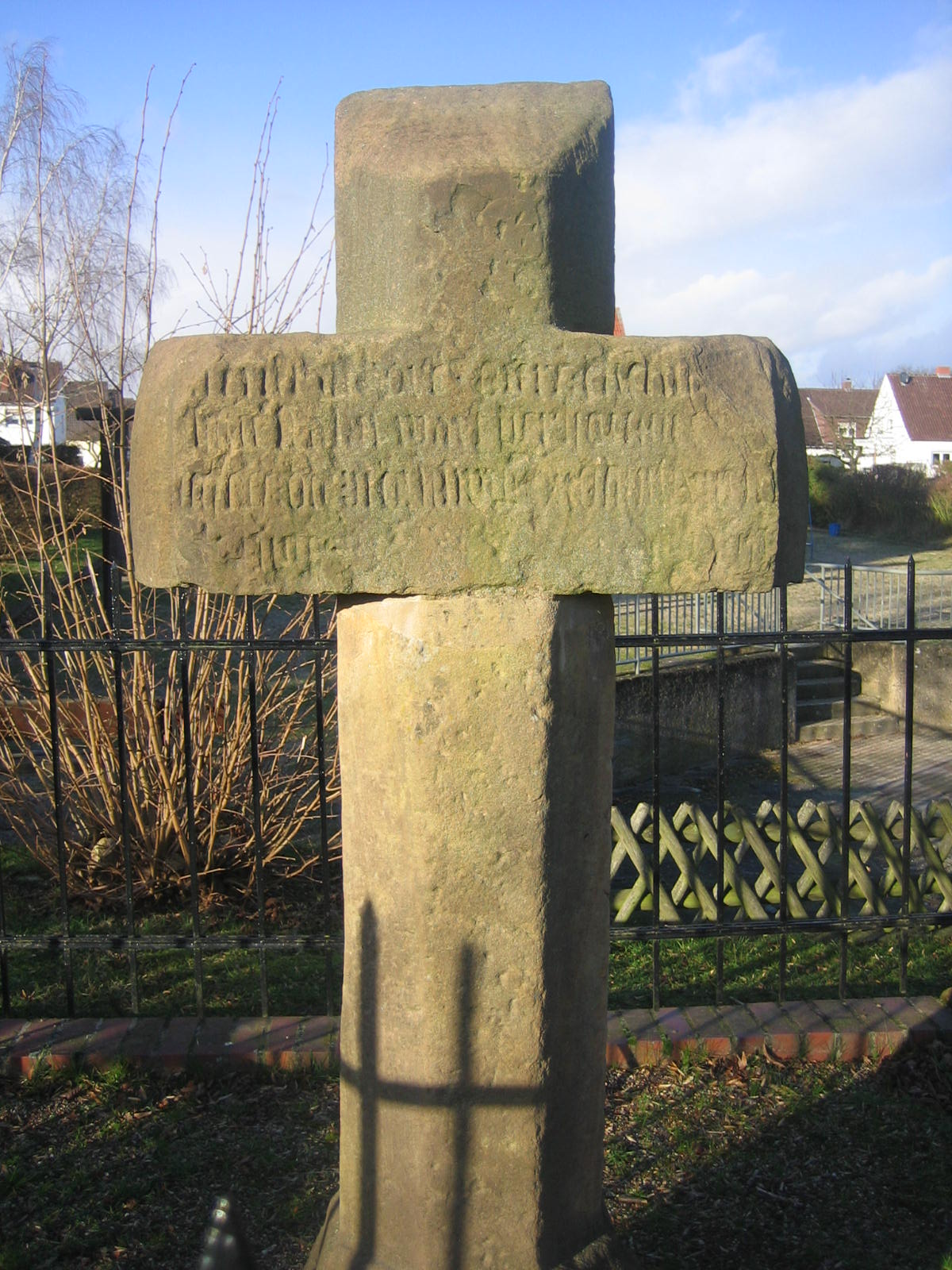
Das Kaiserkreuz Kleinenglis, 2006

Das Kaiserkreuz von Kleinenglis ist ein gotisches Denkmal von nationalgeschichtlicher Bedeutung im Borkener Stadtteil Kleinenglis im nordhessischen Schwalm-Eder-Kreis.

## Das Kreuz

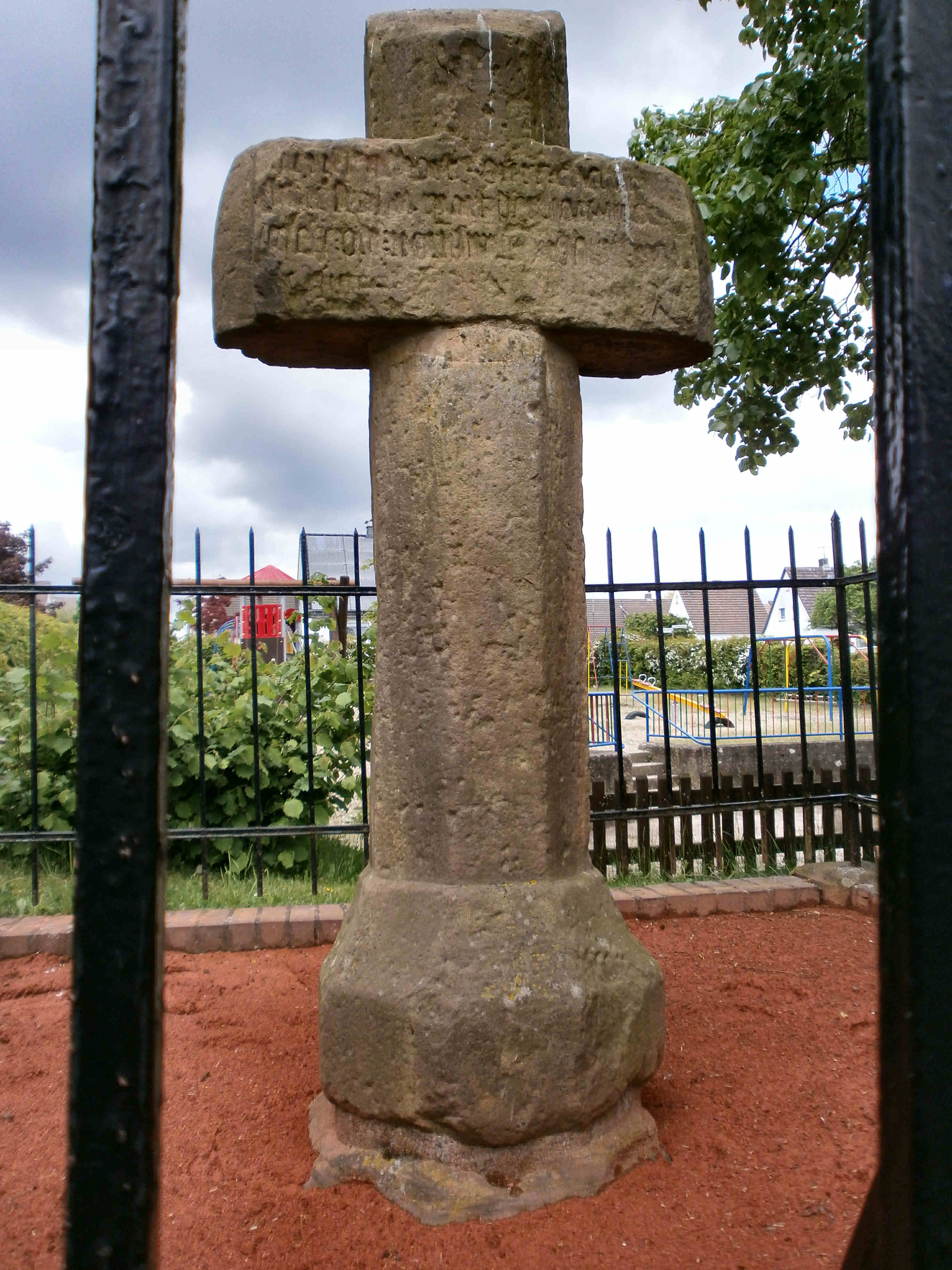
Das Kaiserkreuz Kleinenglis, 2013

Das mit seinem Steinsockel etwa 2,10 m hohe Kreuz aus Sandstein wurde im 15. Jahrhundert von einem anonymen Bildhauer zum Gedenken an den hier am 5. Juni 1400 vom Grafen Heinrich VII. von Waldeck und dessen Kumpanen Friedrich III. von Hertingshausen und Konrad (Kunzmann) von Falkenberg ermordeten Herzog Friedrich von Braunschweig und Lüneburg errichtet. Es steht in der Hundsburgstraße am westlichen Ende von Kleinenglis. Das Kreuz selbst ist 144 cm hoch, 84 cm breit und 35 cm dick. Der durchgehenden Stamm ist bis zum Kopf von achteckigem Querschnitt. Das Querstück der durchgehenden Arme trägt eine Inschrift aus gotischen Minuskeln, die jedoch bis heute noch nicht entziffert werden konnte.
Das Kreuz ist wahrscheinlich kein Sühnemal, sondern ein Erinnerungskreuz.  Das Urteil von König Ruprecht über die beiden Mörder Friedrich von Hertingshausen und Konrad von Falkenberg erwähnt unter den Sühnebedingungen nichts von der Errichtung eines Kreuzes.
Das Kreuz wurde gegen Ende des 17. Jahrhunderts umgeworfen und erst 1712 wieder aufgestellt und mit einem Zaun umgeben. Später wurden Stücke abgeschlagen, um sie als Amulette zu tragen. Weil ein Fuhrmannglaube umging, das Kreuz würde von einer inneren geheimnisvollen Kraft zusammengehalten, wollten Lütticher Fuhrleute seine Haltbarkeit erproben und wackelten solange, bis es umfiel; die geheimnisvollen Kräfte waren Holzdübel,  die für eine gewisse Elastizität gesorgt hatten. 1790 wurde das Kreuz wiederhergestellt und behielt seinen Platz bis heute.

## Die Mordtat
Herzog Friedrich war auf dem Fürstentag in Frankfurt am 22. Mai 1400 als möglicher Gegenkandidat gegen den weithin ungeliebten deutschen König Wenzel vorgeschlagen worden, aber der Erzbischof von Mainz, Johann II. von Nassau, und die beiden anderen kirchlichen Kurfürsten favorisierten den rheinischen Pfalzgrafen Ruprecht, so dass die Parteien im Unfrieden aus Frankfurt abreisten. Zu Friedrichs Begleitern gehörten sein Bruder Bernhard von Braunschweig, Kurfürst Rudolf von Sachsen, die Grafen von Schwarzburg und Barby, und der Bischof von Verden. Die Reisegruppe erreichte am 5. Juni 1400, dem Pfingstsonnabend, das Dorf Kleinenglis.  Dort wurde sie von etwa 200 Bewaffneten des Grafen Heinrich VII. von Waldeck und seiner Kumpane überfallen.  Bei dem folgenden erbitterten Gefecht wurde Herzog Friedrich getötet. Auch der Verdener Dompropst Heinrich verlor sein Leben. Da die Mörder allesamt Mainzer Lehnsmannen waren und Heinrich von Waldeck Mainzer Oberamtmann in Niederhessen war, fiel der Verdacht der Anstiftung auf den Mainzer Erzbischof Johann. Wenzel durfte seine Krone bis zum 20. August 1400 behalten, ehe er dann doch abgesetzt und durch Ruprecht ersetzt wurde.

### Wilhelm Dilichs historischer Bericht
In seiner Hessischen Chronica von 1605 schrieb Wilhelm Dilich, allerdings sachlich nicht ganz zutreffend, denn Friedrich war keineswegs neugewählter Kaiser:

„Alß auch in mittels der undüchtige Keiser Wenceslaus
vonn Churfürsten des Reichs entsetzet
vnd Friedrich H. Magni mit der ketten söhn Hertzog
zu Braunschwig an seine statt zum Keiser erwehlet
solches aber dem Bischoff zu Meintz einem gebornen von Nassau zuwider
hat er durch den Grafen von Waldeck/vnd etliche Hessische vom Adel
darunder auch die von Falckenberg vnd Hertingshausen
auff den newerwehlten Keyser halten
vnd bey Engeliß erschlagen lassen: vnd stehet noch an dem ort
da die that vollnbracht
ein hohes steinern creutz.“

## Andere Deutung
Einer anderen Erklärung zufolge hatte Heinrich von Waldeck eine Schuldforderung von 100.000 Mark Silber an den Herzog von Braunschweig, die dieser trotz aller Mahnungen noch nicht beglichen hatte.  Der Überfall hätte demnach nur in Friedrichs Gefangennahme resultieren sollen, endete aber wegen der erbitterten Gegenwehr der Angegriffenen tödlich.  Allerdings ist die genannte Summe für damalige Zeiten unwahrscheinlich hoch.